# Giải bóng đá trong nhà cúp quốc gia 2015
Giải bóng đá trong nhà cúp quốc gia 2015 (tên gọi chính thức là Giải futsal Cúp quốc gia 2015) là giải bóng đá cúp trong nhà lần thứ nhất của Futsal Cup Quốc gia do liên đoàn bóng đá Việt Nam VFF phối hợp với liên đoàn bóng đá thành phố Hồ Chí Minh HFF tổ chức.

Giải futsal Cúp quốc gia 2015 không chỉ là cơ hội để các câu lạc bộ futsal tại Việt Nam có thêm quỹ trận để cọ xát, tích lũy kinh nghiệm ở sân chơi chuyên nghiệp mà còn là dịp để HLV Bruno phát hiện thêm những cầu thủ tốt để bổ sung cho đội tuyển Việt Nam. Theo kế hoạch, ngay sau khi kết thúc giải đấu này, đội tuyển futsal Việt Nam sẽ chính thức tập trung để chuẩn bị cho VCK giải futsal châu Á 2016 sẽ diễn ra vào tháng 2 tại Uzbekistan.

## Các đội tham gia
Có 8 đội tham gia, gồm: Thái Sơn Bắc, Thái Sơn Nam, Sanna Khánh Hoà, Sanatech Khánh Hoà, Tân Hiệp Hưng, Hải Phương Nam – Phú Nhuận, Hoàng Thư Đà Nẵng, Bệnh viện An Phước Bình Thuận.

Để đảm bảo sự ngắn gọn, tên một số đội được viết lại như sau:

1. Sanna Khánh Hòa = S. Khánh Hòa.

2. Sanatech Khánh Hòa = S.T. Khánh Hòa.

3. Hải Phương Nam – Phú Nhuận = Hải Phương Nam.

4. Hoàng Thư Đà Nẵng = Hoàng Thư.

5. Bệnh viện An Phước Bình Thuận = An Phước.

## Tư cách cầu thủ
- Đủ 16 tuổi trở lên.
- Mang quốc tịch Việt Nam.
- Đủ sức khoẻ để thi đấu bóng đá.
- Không trong thời gian bị kỷ luật cấm thi đấu theo quyết định của Liên đoàn bóng đá Việt Nam hoặc quyết định của đội đã được LĐBĐVN chấp thuận.
- Những cầu thủ đã đăng ký thi đấu tại giải bóng đá Cúp Quốc gia, Hạng Nhất Quốc gia và Vô địch Quốc gia năm 2015 không được đăng ký thi đấu tại giải.
- Được đội đưa vào danh sách đăng ký thi đấu theo quy định của Quy chế bóng đá ngoài chuyên nghiệp và được Liên đoàn bóng đá Việt Nam xác nhận đủ tư cách thi đấu.[4]

## Địa điểm thi đấu
Nhà thi đấu Rạch Miễu, quận Phú Nhuận, Thành phố Hồ Chí Minh.

## Thể thức thi đấu
Đấu loại trực tiếp (knockout)

– Có hai vòng đấu loại trực tiếp: Vòng Đấu loại trực tiếp 1 và Đấu loại trực tiếp 2. Đấu loại trực tiếp 1 gồm Vòng 1, Bán kết và Chung kết. Vòng Đấu loại trực tiếp 2 gồm Trận 5, Trận 6, Tranh hạng bảy, Tranh hạng năm và Tranh hạng ba.

– Vòng 1 gồm 8 đội chia thành 4 cặp, mỗi cặp thi đấu loại trực tiếp một trận.

– Các đội thắng ở Vòng 1 sẽ được chia thành 2 cặp, thi đấu Bán kết.

– Các đội thua ở Vòng 1 sẽ tham gia phân hạng 5–8 ở vòng Đấu loại trực tiếp 2.

– Các đội thắng ở Bán kết sẽ chơi trận Chung kết.

– Các đội thua ở Bán kết sẽ tham gia trận Tranh hạng ba ở vòng Đấu loại trực tiếp 2.

## Phân nhóm
Các đội được chia thành hai nhóm: Nhóm 1 (Hạt giống) và Nhóm 2 (Các đội còn lại).

Ngày 11 tháng 12 năm 2015 tại Thành phố Hồ Chí Minh, ban tổ chức giải đã tiến hành bốc thăm chia cặp thi đấu và xếp lịch thi đấu. Kết quả:
| Chú thích       |
| --------------- |
| Hạt giống       |
| Các đội còn lại |

| Trận | Nhóm A                                   | Nhóm B                                     |
| ---- | ---------------------------------------- | ------------------------------------------ |
| 1    | SNK S. Khánh Hòa (Khánh Hòa)             | THH Tân Hiệp Hưng (Thành phố Hồ Chí Minh)  |
| 2    | TSB Thái Sơn Bắc (Hà Nội)                | HDN Hoàng Thư (Đà Nẵng)                    |
| 3    | TSN Thái Sơn Nam (Thành phố Hồ Chí Minh) | HPN Hải Phương Nam (Thành phố Hồ Chí Minh) |
| 4    | SNT S.T. Khánh Hòa (Khánh Hòa)           | ABT An Phước (Bình Thuận)                  |

## Sơ đồ thi đấu

### Đấu loại trực tiếp 1
Vòng đấu này dùng để xác định đội vô địch của giải.

Nếu sau hai hiệp thi đấu chính thức, hai đội có tỷ số hoà thì loạt sút luân lưu 6m sẽ được áp dụng để xác định đội thắng.
 Đội thua sẽ chuyển sang chơi tại vòng Đấu loại trực tiếp 2.
|  | Vòng 1                  | Vòng 1                            |                                   |   | Bán kết | Bán kết |  |  | Chung kết | Chung kết |
|  |                         |                                   |                                   |   |         |         |  |  |           |           |
|  | 21 tháng 12 – Phú Nhuận |                                   |                                   |   |         |         |  |  |           |           |
|  |                         |                                   |                                   |   |         |         |  |  |           |           |
|  | Thái Sơn Bắc            | 4                                 |                                   |   |         |         |  |  |           |           |
|  | Thái Sơn Bắc            | 4                                 | Bán kết 1 23 tháng 12 – Phú Nhuận |   |         |         |  |  |           |           |
|  | Hải Phương Nam          | 7                                 |                                   |   |         |         |  |  |           |           |
|  | Hải Phương Nam          | 7                                 | Hải Phương Nam                    | 4 |         |         |  |  |           |           |
|  | 21 tháng 12 – Phú Nhuận |                                   | Hải Phương Nam                    | 4 |         |         |  |  |           |           |
|  |                         |                                   | S. Khánh Hòa                      | 1 |         |         |  |  |           |           |
|  | S. Khánh Hòa            | 4                                 | S. Khánh Hòa                      | 1 |         |         |  |  |           |           |
|  | S. Khánh Hòa            | 4                                 | 24 tháng 12 – Phú Nhuận           |   |         |         |  |  |           |           |
|  | Tân Hiệp Hưng           | 1                                 |                                   |   |         |         |  |  |           |           |
|  | Tân Hiệp Hưng           | 1                                 | Hải Phương Nam                    | 6 |         |         |  |  |           |           |
|  | 21 tháng 12 – Phú Nhuận |                                   | Hải Phương Nam                    | 6 |         |         |  |  |           |           |
|  |                         | An Phước                          | 1                                 |   |         |         |  |  |           |           |
|  | S.T. Khánh Hòa          | An Phước                          | 1                                 | 2 |         |         |  |  |           |           |
|  | S.T. Khánh Hòa          | Bán kết 2 23 tháng 12 – Phú Nhuận |                                   | 2 |         |         |  |  |           |           |
|  | An Phước                | 3                                 |                                   |   |         |         |  |  |           |           |
|  | An Phước                | 3                                 | An Phước                          | 6 |         |         |  |  |           |           |
|  | 21 tháng 12 – Phú Nhuận |                                   | An Phước                          | 6 |         |         |  |  |           |           |
|  |                         |                                   | Thái Sơn Nam                      | 1 |         |         |  |  |           |           |
|  | Thái Sơn Nam            | 7                                 | Thái Sơn Nam                      | 1 |         |         |  |  |           |           |
|  | Thái Sơn Nam            | 7                                 |                                   |   |         |         |  |  |           |           |
|  | Hoàng Thư               | 2                                 |                                   |   |         |         |  |  |           |           |
|  | Hoàng Thư               | 2                                 |                                   |   |         |         |  |  |           |           |
|  |                         |                                   |                                   |   |         |         |  |  |           |           |

### Đấu loại trực tiếp 2
Vòng đấu này dùng để phân hạng từ 3–8.

Nếu sau hai hiệp thi đấu chính thức, hai đội có tỷ số hoà thì loạt sút luân lưu 6m sẽ được áp dụng để xác định đội thắng.

#### Trận 5
Trận đấu diễn ra giữa Đội thua trận 1 và Đội thua trận 2.

Đội thắng trận này sẽ chơi ở trận Tranh hạng năm. Đội thua sẽ chơi ở trận Tranh hạng bảy.

23 tháng 12 – Phú Nhuận
| Đội 1        | Tỉ số | Đội 2         |
| ------------ | ----- | ------------- |
| Thái Sơn Bắc | 2–1   | Tân Hiệp Hưng |

#### Trận 6
Trận đấu diễn ra giữa Đội thua trận 3 và Đội thua trận 4.

Đội thắng trận này sẽ chơi ở trận Tranh hạng năm. Đội thua sẽ chơi ở trận Tranh hạng bảy.

23 tháng 12 – Phú Nhuận
| Đội 1          | Tỉ số | Đội 2     |
| -------------- | ----- | --------- |
| S.T. Khánh Hòa | 9–1   | Hoàng Thư |

#### Tranh hạng 7
24 tháng 12 – Phú Nhuận
| Đội 1         | Tỉ số | Đội 2     |
| ------------- | ----- | --------- |
| Tân Hiệp Hưng | 7–1   | Hoàng Thư |

#### Tranh hạng 5
24 tháng 12 – Phú Nhuận
| Đội 1        | Tỉ số | Đội 2          |
| ------------ | ----- | -------------- |
| Thái Sơn Bắc | 5–3   | S.T. Khánh Hòa |

#### Tranh hạng 3
24 tháng 12 – Phú Nhuận
| Đội 1        | Tỉ số | Đội 2        |
| ------------ | ----- | ------------ |
| S. Khánh Hòa | 0–5   | Thái Sơn Nam |

### Chi tiết

#### Vòng 1
| Thái Sơn Bắc                                                  | 4–7 (KT) 1–1 (H1) 3–6 (H2) | Hải Phương Nam                                                                       |
| ------------------------------------------------------------- | -------------------------- | ------------------------------------------------------------------------------------ |
| Hiệp 1 · Lý Đăng Hưng · Hiệp 2 · Vũ Ngọc Lân · Bùi Minh Quang | Vietnam Futsal             | Hiệp 1 · Nguyễn Văn Trung · Hiệp 2 · Đinh Văn Toàn · Nguyễn Văn Trung · Phạm Đức Hòa |

| S. Khánh Hòa                                                            | 4–1 (KT) 1–0 (H1) 3–1 (H2) | Tân Hiệp Hưng                                |
| ----------------------------------------------------------------------- | -------------------------- | -------------------------------------------- |
| Hiệp 1 · Nguyễn Đình Thành · Hiệp 2 · Mai Thành Đạt · Nguyễn Thanh Hùng | Vietnam Futsal             | Hiệp 1 · _ · Hiệp 2 · Nguyễn Quốc Huỳnh Sang |

| S.T. Khánh Hòa                                          | 2–3 (KT) 0–2 (H1) 2–1 (H2) | An Phước                                                       |
| ------------------------------------------------------- | -------------------------- | -------------------------------------------------------------- |
| Hiệp 1 · _ · Hiệp 2 · Nguyễn Văn Hạnh · Nguyễn Quốc Bảo | Vietnam Futsal             | Hiệp 1 · Lâm Tấn Phát · Trần Thái Huy · Hiệp 2 · Trần Thái Huy |

| Thái Sơn Nam | 7–2 (KT) 3–0 (H1) 4–2 (H2) | Hoàng Thư                                               |
| --- | -------------------------- | ------------------------------------------------------- |
| Hiệp 1 · Lê Quốc Nam · Phạm Thành Đạt · Phùng Trọng Luân · Hiệp 2 · Trần Văn Vũ · Phùng Trọng Luân · Ngô Ngọc Sơn | Vietnam Futsal             | Hiệp 1 · _ · Hiệp 2 · Nguyễn Xuân Minh · Mai Đăng Phước |

#### Tranh suất tham gia Trận tranh hạng 5
| Thái Sơn Bắc                                    | 2–1 (KT) 1–1 (H1) 1–0 (H2) | Tân Hiệp Hưng                       |
| ----------------------------------------------- | -------------------------- | ----------------------------------- |
| Hiệp 1 · Lý Đăng Hưng · Hiệp 2 · Dương Anh Tùng | Vietnam Futsal             | Hiệp 1 · Tôn Thất Vinh · Hiệp 2 · _ |

| S.T. Khánh Hòa | 9–1 (KT) 4–0 (H1) 5–1 (H2) | Hoàng Thư                        |
| --- | -------------------------- | -------------------------------- |
| Hiệp 1 · Nguyễn Công Toản · Trần Minh Tuấn · Trần Quang Toàn · Hiệp 2 · Trần Minh Tuấn · Nguyễn Công Toản · Nguyễn Văn Hạnh · Trần Hữu Thành | Vietnam Futsal             | Hiệp 1 · Hiệp 2 · Huỳnh Văn Phúc |

#### Bán kết
| Hải Phương Nam                                                                             | 4–1 (KT) 2–1 (H1) 2–0 (H2) | S. Khánh Hòa                         |
| ------------------------------------------------------------------------------------------ | -------------------------- | ------------------------------------ |
| Hiệp 1 · Đỗ Hoài An · Đặng Phước Hạnh (p.l.n.) · Hiệp 2 · Đinh Văn Toàn · Nguyễn Văn Trung | Vietnam Futsal             | Hiệp 1 · Trần Văn Thanh · Hiệp 2 · _ |

| An Phước                                                                                               | 6–1 (KT) 1–0 (H1) 5–1 (H2) | Thái Sơn Nam                      |
| --- | -------------------------- | --------------------------------- |
| Hiệp 1 · Trần Thái Huy · Hiệp 2 · Lâm Tấn Phát · Lương Thái Huy · Trần Thái Huy · Mã Hoàng Phúc (t.m.) | Vietnam Futsal             | Hiệp 1 · _ · Hiệp 2 · Lê Quốc Nam |

#### Tranh hạng 7
| Tân Hiệp Hưng | 7–1 (KT) 3–1 (H1) 4–0 (H2) | Hoàng Thư                         |
| --- | -------------------------- | --------------------------------- |
| Hiệp 1 · Trần Thấn Đông · Phạm Trần Nhựt Nam · Nguyễn Đức Huy · Hiệp 2 · Phạm Trần Nhựt Nam · Đặng Anh Tài · Nguyễn Công Hải | Vietnam Futsal             | Hiệp 1 · Lê Minh Hải · Hiệp 2 · _ |

#### Tranh hạng 5
| Thái Sơn Bắc                                                     | 5–3 (KT) | S.T. Khánh Hòa                                     |
| ---------------------------------------------------------------- | -------- | -------------------------------------------------- |
| Dương Anh Tùng · Trần Quang Duy · Bùi Kim Hải Âu · Hoàng Tuấn Vũ |          | Nguyễn Văn Thanh · Trần Minh Tuấn · Dương Văn Tuấn |

#### Tranh hạng 3
| S. Khánh Hòa      | 0–5 (KT) 0–3 (H1) 0–2 (H2) | Thái Sơn Nam                                                                                   |
| ----------------- | -------------------------- | ---------------------------------------------------------------------------------------------- |
| Hiệp 1 _ Hiệp 2 _ |                            | Hiệp 1 · Tôn Thất Phi · Trần Văn Vũ · Trần Danh Phát · Hiệp 2 · Nguyễn Minh Trí · Ngô Ngọc Sơn |

#### Chung kết
| Hải Phương Nam                                                                                             | 6–1(KT) 2–1 (H1) 4–0 (H2) | An Phước                           |
| --- | ------------------------- | ---------------------------------- |
| Hiệp 1 · Phạm Đức Hòa · Nguyễn Văn Trung · Hiệp 2 · Đinh Văn Toàn · Mai Thành Danh Toại · Nguyễn Văn Trung | Vietnam Futsal            | Hiệp 1 · Lâm Tấn Phát · Hiệp 2 · _ |

## Cầu thủ ghi bàn
6 bàn
- Nguyễn Văn Trung (HPN)

5 bàn
- Đinh Văn Toàn (HPN)

4 bàn
- Trần Thái Huy (ABT)

3 bàn
- Lâm Tấn Phát (ABT)
- Nguyễn Công Toản (SNT)
- Nguyễn Văn Hạnh (SNT)
- Trần Minh Tuấn (SNT)
- Phạm Trần Nhựt Nam (THH)
- Dương Anh Tùng (TSB)
- Ngô Ngọc Sơn (TSN)

2 bàn
- Mã Hoàng Phúc (t.m.) (ABT)
- Mai Thành Danh Toại (HPN)
- Phạm Đức Hòa (HPN)
- Mai Thành Đạt (SNK)
- Bùi Minh Quang (TSB)
- Lý Đăng Hưng (TSB)
- Lê Quốc Nam (TSN)
- Phùng Trọng Luân (TSN)
- Trần Văn Vũ (TSN)

1 bàn
- Lương Thái Huy (ABT)
- Huỳnh Văn Phúc (HDN)
- Lê Minh Hải (HDN)
- Mai Đăng Phước (HDN)
- Nguyễn Xuân Minh (HDN)
- Đỗ Hoài An (HPN)
- Nguyễn Đình Thành (SNK)
- Nguyễn Thanh Hùng (SNK)
- Trần Văn Thanh (SNK)
- Dương Văn Tuấn (SNT)
- Nguyễn Quốc Bảo (SNT)
- Nguyễn Văn Thanh (SNT)
- Trần Hữu Thành (SNT)
- Trần Quang Toàn (SNT)
- Đặng Anh Tài (THH)
- Nguyễn Công Hải (THH)
- Nguyễn Đức Huy (THH)
- Nguyễn Quốc Huỳnh Sang (THH)
- Tôn Thất Vinh (THH)
- Trần Thấn Đông (THH)
- Bùi Kim Hải Âu (TSB)
- Hoàng Tuấn Vũ (TSB)
- Trần Quang Duy (TSB)
- Vũ Ngọc Lân (TSB)
- Trần Danh Phát (TSN)
- Nguyễn Minh Trí (TSN)
- Phạm Thành Đạt (TSN)
- Tôn Thất Phi (TSN)

1 bàn phản lưới nhà
- Đặng Phước Hạnh (SNK) (trong trận gặp HPN)

Có 48 cầu thủ ghi bàn.

## Tiền thưởng
- Vô địch: 50.000.000đ
- Á quân: 30.000.000đ
- Hạng ba: 20.000.000đ
- Giải phong cách: 10.000.000đ
- Cầu thủ xuất sắc nhất giải: 3.000.000đ
- Cầu thủ ghi nhiều bàn thắng nhất giải: 3.000.000đ
- Thủ môn xuất sắc nhất giải: 3.000.000đ

## Xếp hạng
Theo quy ước thống kê trong bóng đá, các trận đấu quyết định ở hiệp phụ được tính là trận thắng và trận thua, trong khi các trận đấu bằng cách quyết định bằng luân lưu 6m được tính là trận hòa.

| VT | Đội                | ST | T | H | B | BT | BB | HS  | Đ | Danh hiệu |
| -- | ------------------ | -- | - | - | - | -- | -- | --- | - | --------- |
| 1  | Hải Phương Nam (H) | 3  | 3 | 0 | 0 | 17 | 6  | +11 | 9 | Vô địch   |
| 2  | An Phước           | 3  | 2 | 0 | 1 | 10 | 9  | +1  | 6 | Top 3     |
| 3  | Thái Sơn Nam       | 3  | 2 | 0 | 1 | 13 | 8  | +5  | 6 | Top 3     |
|    |                    |    |   |   |   |    |    |     |   |           |
| 4  | Sanna Khánh Hòa    | 3  | 1 | 0 | 2 | 5  | 10 | −5  | 3 |           |
|    |                    |    |   |   |   |    |    |     |   |           |
| 5  | Thái Sơn Bắc       | 3  | 2 | 0 | 1 | 11 | 11 | 0   | 6 |           |
| 6  | Sanatech Khánh Hòa | 3  | 1 | 0 | 2 | 14 | 9  | +5  | 3 |           |
| 7  | Tân Hiệp Hưng      | 3  | 1 | 0 | 2 | 9  | 7  | +2  | 3 |           |
| 8  | Hoàng Thư          | 3  | 0 | 0 | 3 | 4  | 23 | −19 | 0 |           |

## Tổng kết
- Vô địch: Hải Phương Nam Phú Nhuận
- Hạng nhì: Bệnh viện An Phước Bình Thuận
- Hạng ba: Thái Sơn Nam
- Giải phong cách: Thái Sơn Nam
- Vua phá lưới: Nguyễn Văn Trung (Hải Phương Nam - Phú Nhuận) với 6 bàn thắng
- Cầu thủ xuất sắc nhất: Trần Thái Huy (Bệnh viện An Phước Bình Thuận)
- Thủ môn xuất sắc nhất: Mã Hoàng Phúc (Bệnh viện An Phước Bình Thuận)

## Nhà tài trợ

### Tài trợ chính
- Công ty TNHH Thương mại Thái Sơn Nam.

### Đồng tài trợ
- Công ty cổ phần Động Lực.

### Đối tác tổ chức
- XLE Group.
- Saigon Heat.[6]